# Kuzmice (okres Trebišov)
Kuzmice (v minulosti Kuźnic, maďarsky Kozma) jsou obec na Slovensku v okrese Trebišov.

## Poloha
Obec Kuzmice leží na východním úpatí Slanských vrchů v jižní části Podslanské pahorkatiny, rozdělené potokem Roňava a jeho přítoky. Odlesněná pahorkatina je pokryta sprašovými uloženinami, východní svahy jsou porostlé listnatým lesem. Jsou zde slané prameny. Nadmořská výška obce v jejím středu je 156 m, v celém jejím katastru je nadmořská výška 135–300 m.

## Demografie
Počet obyvatel k 31.12.2007 celkem 1660 

muži 805 

ženy 855 

Obyvatelstvo celkem k roku 2001 – 1600 

muži – počet 781 

ženy – počet 819 

Bydlící obyv. dle národností:

Slovenská% 98,56 

Maďarská% 0,38 

Romská% 0,31 

Česká% 0,13 

Bydlící obyvatelstvo podle náboženského vyznání:

Římskokatolické% 65,44 
 Řeckokatolické% 30,88 

Pravoslavné% 1,44 

Bez vyznání% 0,63 
 Nezjištěno% 0,88 

Domy celkem 424 

Trvale obydlené domy celkem 376 

## Dějiny
První písemná zmínka o obci Kuzmice se datuje do roku 1270, kdy se obec nazývala Kosma. V dalším historickém vývoji se její název změnil následovně: z roku 1327 je písemně doložen název Kozmay, z roku 1427 Kozmafalwa, z roku 1773 Kuzmice, z roku 1920 Kuźnic, z roku 1927 Kuzmice. Maďarsky se obec úředně nazývala Kozma.
Po roce 1881 byla obec administrativně začleněna do Zemplínské župy, před rokem 1960 do okresu Trebišov, kraj Košice, po roce 1960 do okresu Trebišov, kraj Východoslovenský.
Obec se připomíná od roku 1270. Patřila rodině Kozmů a Tolvayů, později měla více pánů. V roce 1715 v ní bylo 23 opuštěných a 9 obydlených usedlostí, v roce 1787 měla 60 domů a 583 obyvatel, v roce 1828 měla 84 domů a 624 obyvatel. V roce 1890-1900 se mnozí vystěhovali. Obyvatelé se zabývali zemědělstvím a tkaním. Za 1. ČSR se zaměstnání obyvatel nezměnilo. Byly zde 2 mlýny. V roce 1926 si rolníci násilně rozpalcelovali velkostatkářskou půdu. V roce 1944 byla obec 4 týdny ve frontovém pásmu a byla silně poškozena.